# 赫克托里亞冰川

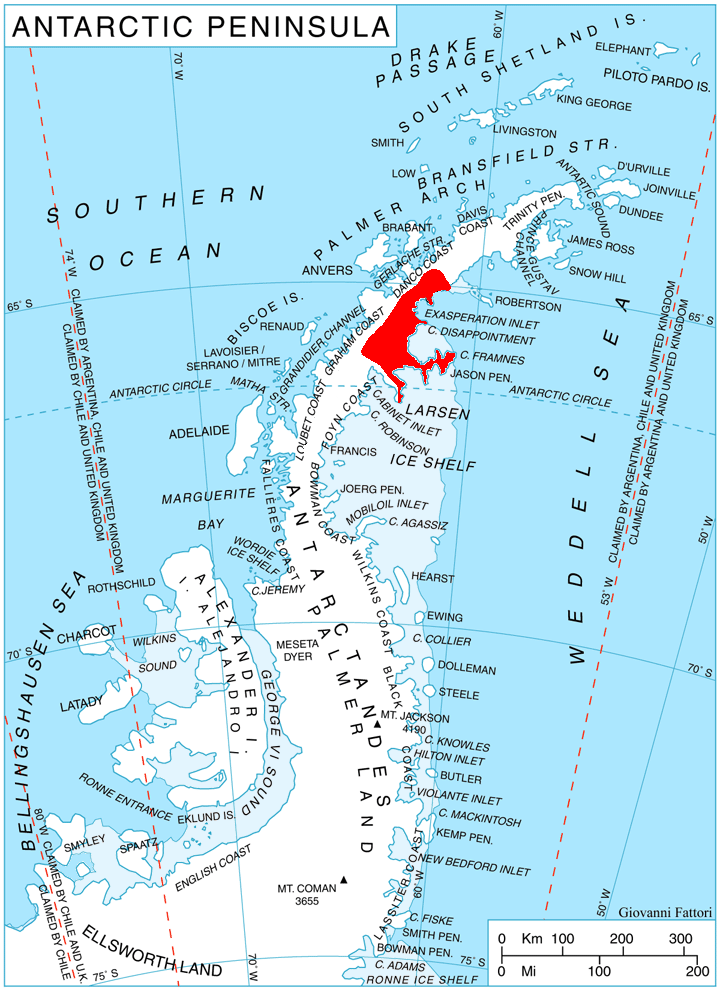

65°3′S 61°31′W / 65.050°S 61.517°W
赫克托里亞冰川（英語：Hektoria Glacier）是南極洲的冰川，位於葛拉漢地，處於寬達里山和扎格列歐斯嶺之間，該冰川在1928年12月20日被澳大利亞的探險家發現。